# Солджер (Канзас)
Солджер (англ. Soldier) — місто (англ. city) в США, в окрузі Джексон штату Канзас. Населення — 102 особи (2020).

## Географія
Солджер розташований за координатами 39°32′14″ пн. ш. 95°57′56″ зх. д. / 39.53722° пн. ш. 95.96556° зх. д. (39.537281, -95.965606).  За даними Бюро перепису населення США в 2010 році місто мало площу 0,40 км², уся площа — суходіл.

## Демографія
Згідно з переписом 2010 року, у місті мешкало 136 осіб у 48 домогосподарствах у складі 33 родин. Густота населення становила 340 осіб/км².  Було 56 помешкань (140/км²).
Расовий склад населення:
| - 93,4 % — білих - 3,7 % — корінних американців |

До двох чи більше рас належало 2,2 %. Частка іспаномовних становила 2,2 % від усіх жителів.
За віковим діапазоном населення розподілялося таким чином: 39,0 % — особи молодші 18 років, 47,8 % — особи у віці 18—64 років, 13,2 % — особи у віці 65 років та старші. Медіана віку мешканця становила 33,5 року. На 100 осіб жіночої статі у місті припадало 123,0 чоловіків;  на 100 жінок у віці від 18 років та старших — 118,4 чоловіків також старших 18 років.
Середній дохід на одне домашнє господарство  становив 29 927 доларів США (медіана — 17 750), а середній дохід на одну сім'ю — 40 269 доларів (медіана — 31 875). За межею бідності перебувало 10,4 % осіб, у тому числі 22,6 % дітей у віці до 18 років та 0,0 % осіб у віці 65 років та старших.
Цивільне працевлаштоване населення становило 33 особи. Основні галузі зайнятості: сільське господарство, лісництво, риболовля — 33,3 %, освіта, охорона здоров'я та соціальна допомога — 15,2 %, транспорт — 12,1 %, мистецтво, розваги та відпочинок — 12,1 %.